# Felipe (football, 1987)
Pour les articles homonymes, voir Felipe.
Felipe Trevizan Martins dit Felipe (né le 15 mai 1987 à Americana) est un footballeur brésilien qui évolue au poste de défenseur central. Il joue actuellement au Boluspor en Turquie.

## Carrière
Le 28 août 2009, il s'engage pour le club belge du Standard de Liège pour une somme estimée à 1,2 million d'euros et 10 % sur la prochaine revente. Son contrat court jusqu'en 2014.
Le 16 juin 2012, il s'engage 4 ans avec le club allemand de Hanovre 96.

## Palmarès
- Champion du Brésil de Série B en 2007 avec le Coritiba FC
- Champion de l'État du Paraná en 2008 avec le Coritiba FC
- Vice-champion de Belgique en 2011 avec le Standard de Liège
- Vainqueur de la Coupe de Belgique en 2011 avec le Standard de Liège